# 向後英一
向後 英一（こうご えいいち、1908年9月13日 - 1973年5月14日）は、日本の新聞記者、翻訳家。
千葉県出身。1933年東京帝国大学法学部卒業。毎日新聞社で論説委員を務めた。
推理小説、ノンフィクションを主として翻訳した。

## 著書
- ヨーロッパ特派員の手記 尾崎書房 1948

## 翻訳
- スターリン伝 ルイス・フイッシャー 新潮社 1954
- 隣りの国ソ連 ハリソン・ソールスベリー 生活社 1955
- ウインザー公と共に去りぬ ブロデイー 新潮社 1956
- アムステルダムの恋 ニコラス・フリーリング 早川書房 1964
- 海の秘密 F・W・クロフツ 創元推理文庫 1964
- 血のなかのペンギン デイヴィッド・アリグザンダー 早川書房 1964
- クロフツ短編集 第1 創元推理文庫 1965
- 月曜日には絞首刑 ジュリアン・シモンズ 早川書房 1965
- 忘却へのパスポート / ジェイムズ・リーサー 早川書房 1965
- 脱獄と誘拐と トマス・ウォルシュ 創元推理文庫 1965
- 街を黒く塗りつぶせ デイヴィッド・アリグザンダー 早川書房 1965
- バターより銃 ニコラス・フリーリング 早川書房 1966（世界ミステリシリーズ）
- 危険な乗客 トマス・ウォルシュ 創元推理文庫 1966
- 猫たちの夜 ニコラス・フリーリング 早川書房 1966（世界ミステリシリーズ）
- バルジ大作戦 ジョン・トーランド 早川書房 1966／ハヤカワ文庫（上下） 1978
- スイス銀行 世界経済、影の巨大組織 T.R.フェーレンバッハ 早川書房 1967／ハヤカワ文庫 1979
- 正午二分前 外人記者の見た関東大震災 ノエル・F.ブッシュ 早川書房 1967、新装版2005
- 悪夢の五日間 フレドリック・ブラウン 創元推理文庫 1967
- 茶色の服を着た男 アガサ・クリスチィ 創元推理文庫 1967
- われらの仲間 世界経済を支配するユダヤ金融財閥 S.バーミンガム 早川書房 1968
- パパが殺される! フレドリック・ブラウン 創元推理文庫 1968
- シンガポール 世界を変えた戦闘 ジェイムズ・リーサー 早川書房 1969
- サパタとメキシコ革命 ジョン・ウォーマック・Jr. 早川書房 1970
- ワーテルロー フレデリック・E.スミス 早川書房 1970
- 反逆のブルース サム・グリンリー 角川文庫 1971
- 積極的休養法 リラックスの理論と実際 E.ジェイコブソン 創元社 1972
- Dデイ ノルマンディー上陸作戦の回顧 アイゼンハウァー財団編 早川書房 1972
- 戦士は革命に生きる ウォード・ジャスト 角川文庫 1972
- わが愛はいま フロイド・サラス 早川書房 1972
- 現代フィンランド建築 アスコ・サロコルピ コガ形象社 1972
- 現代フィンランド彫刻 ジェラン・シルト コガ形象社 1972
- 五大決戦 第二次大戦を変えた90日 トーマス・N.カーマイクル 早川書房 1973
- ゲーレン 世紀の大スパイ E.H.クックリッジ 角川文庫 1974
- スターリングラード攻防戦 テオドール・プリーフィア 角川文庫 1976
- バンダースナッチ作戦 デズモンド・ラウデン ハヤカワ文庫 1978